# جون لون
جون لون (بالإنجليزية: John Lone)‏ واسمه الحقيقي زون لونغ (بالصينية: 尊龍) وهو ممثل هونغ كونغي المولد وأمريكي الجنسية ولد في 13 أكتوبر 1952 في هونغ كونغ، ومثل عدة أفلام منها ساعة الذروة 2 مع جاكي شان والإمبراطور الأخير ورجل الثلج والسيد فراشة.

## روابط خارجية
- جون لون على موقع IMDb (الإنجليزية)
- جون لون على موقع قاعدة بيانات الأفلام العربية
- جون لون على موقع ألو سيني (الفرنسية)
- جون لون على موقع أول موفي (الإنجليزية)
- جون لون على موقع قاعدة بيانات الأفلام السويدية (السويدية)
- جون لون على موقع إن إن دي بي (الإنجليزية)
- جون لون على موقع ديسكوغز (الإنجليزية)
- جون لون على موقع قاعدة بيانات الفيلم (الإنجليزية)
- جون لون على موقع كينوبويسك (الروسية)